# كارتر كورنيليوس
كارتر كورنيليوس (بالإنجليزية: Carter Cornelius)‏ هو موسيقي أمريكي، ولد في 5 أكتوبر 1948، وتوفي في 7 نوفمبر 1991 بسبب نوبة قلبية.

## وصلات خارجية
- كارتر كورنيليوس على موقع ميوزك برينز (الإنجليزية)